# 厉恩虞
厉恩虞（1919年—1978年6月27日），又名陈震东，江苏南京人。中华人民共和国政治人物。

## 生平

### 民国时期
生于贫苦家庭，幼时刻苦读书，1940年考入南京中央大学文学院。1941年，参加共产党领导下的秘密外围组织青年救国社。1943年5月在中共地下党领导，参加南京中央大学学生反对校方樊仲云运动。同年底到1944年初，和王嘉谟等，开展“清毒运动”，影响和促进上海、无锡、苏州等地的“清毒运动”。陈震东在运动中担任南京学生清毒总会会长。
1945年12月，陈震东加入中国共产党。1946年8月陈震东由组织派往上海从事地下工作，与地下党南京市委在上海的联络站负责人贺崇寅接上关系。1948年11月联络站撤消，陈震东离开上海去苏北根据地。

### 共和国时期
中华人民共和国成立后，陈震东先后任南京市第七中学校长、《南京日报》社编委、南京市教育局教研室副主任等职，文化大革命中受到冲击，并下放五七干校。1977年12月查出患肺癌已到晚期。1978年6月27日，陈震东因病去世。1998年7月17日，江泽民特撰纪念文章《忆厉恩虞同志》。